# Madonna van de groothertog
Madonna van de groothertog (Italiaans: Madonna del Granduca) is een olieverfschilderij op paneel van de Italiaanse renaissancekunstenaar Rafaël, dat wordt bewaard in het Palazzo Pitti in Florence. De voorgestelde dateringen variëren van 1504-1505, direct nadat hij in Florence was aangekomen, of iets later rond 1506, toen hij de tijd had gehad om de invloed van Leonardo da Vinci te verwerken. De invloed van Leonardo is vooral af te lezen aan het zachte licht en het sfumato.
Een Madonna of Maria met kind is een veel geschilderd onderwerp in de klassieke schilderkunst van de Renaissance en daarvoor. Ondanks de eenvoud is dit schilderij een zeer geavanceerd werkstuk. Juist de schijnbare moeiteloosheid waarmee het gemaakt is, tederheid van de moeder die het kind stevig vasthoudt, de ongekunsteldheid van de plooien in de mantel zijn kenmerken voor een groot meesterwerk. Vergelijkt men het paneel met Madonna's van voorgaande schilders dan wordt duidelijk dat hier een grote meester aan het werk is geweest. Het schilderij is erg veel gereproduceerd en maakt daardoor als afbeelding de indruk dat het een om een soort bidprentje gaat. Men vergist zich dan. Rafaël werd eeuwenlang als de grootste schilder uit de Renaissance beschouwd.

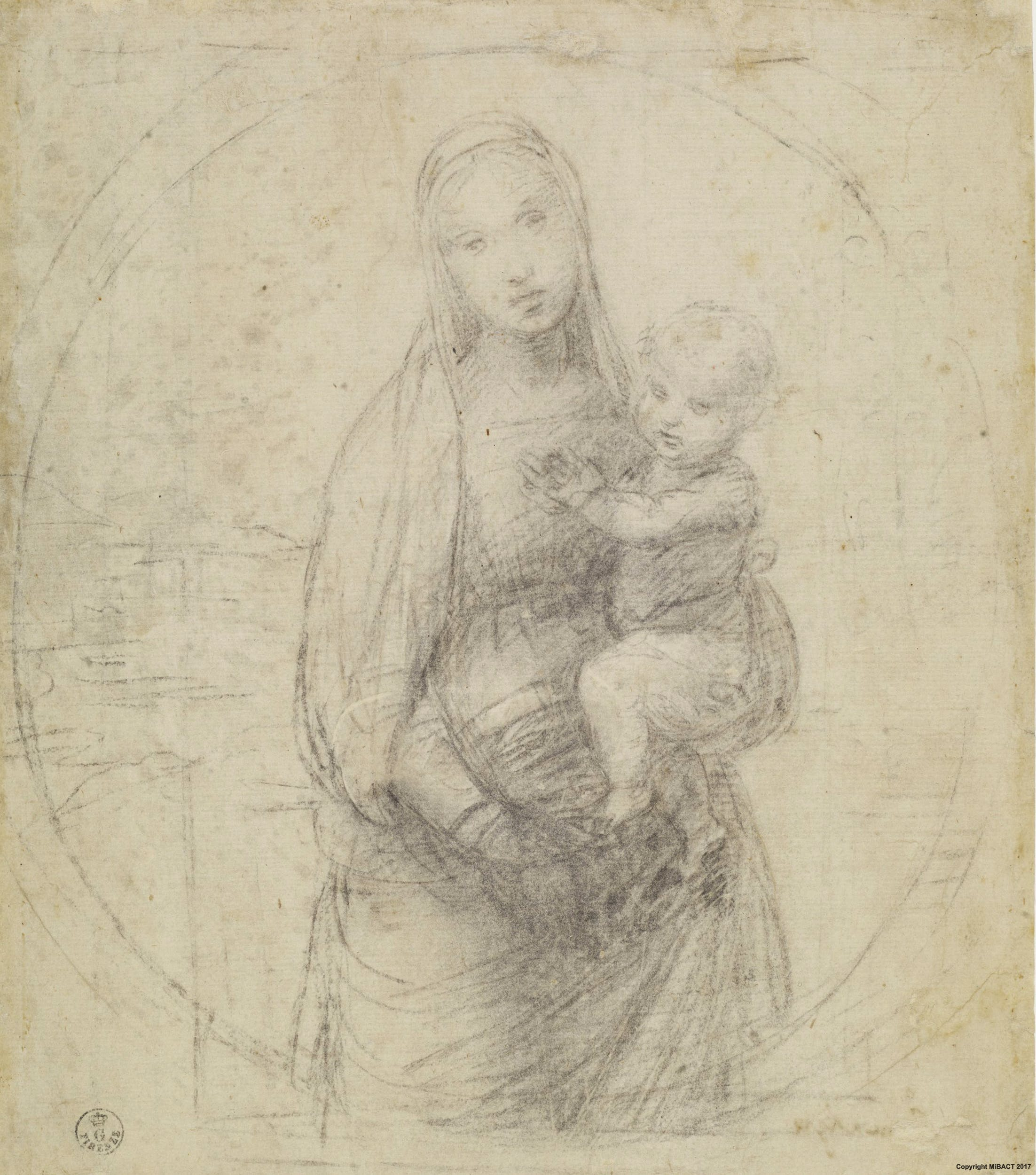
Getekende voorstudie voor Madonna van de groothertog, Uffizi, Florence (inv. nr. 505 E)

Op de voorstudie en op een vroege kopie van het schilderij is een landschap achter de Madonna te zien. Uit röntgenfoto's is gebleken dat de Madonna op het schilderij oorspronkelijk in een kamer stond waarvan het geopende raam uitkeek op een landschap. Deze achtergrond is later overschilderd, mogelijk door Rafaël zelf, die alle aandacht op Maria en haar kind wilde vestigen. Uit de getekende schets blijkt ook dat Rafaël aanvankelijk met het idee speelde er een tondo van te maken, maar uiteindelijk koos hij voor een rechthoekige compositie.
De bijnaam van het schilderij is ontstaan doordat het in 1799 in het bezit kwam van Ferdinand III, de groothertog van Toscane, die er zeer aan gehecht was. In de 19e eeuw hadden diverse bewoners van het Palazzo Pitti het schilderij onder hun hoede. Sinds het eind van de 19e eeuw hangt het in de Sala di Saturno (Saturnuszaal).